# 로베르토 로사토
로베르토 로사토(이탈리아어: Roberto Rosato roˈbɛrto roˈzaːto[*]; 1943년 8월 18일, 피에몬테 주 키에리 ~ 2010년 6월 20일, 피에몬테 주 키에리)는 이탈리아의 전 축구 선수로, 현역 시절 수비수로 활약했다.
강인하고, 거칠게 막으며, 믿음직한 중앙 수비수로, 이탈리아의 손꼽히는 위대한 수비수이기도 하다.
로사토는 현역 시절 이탈리아의 4개 구단에서 활약했지만, 대게 밀란 소속으로 전성기를 보내며 몇몇 국내 및 국제 무대 우승을 거둔 것으로 회자된다. 국제 무대에서, 그는 이탈리아 국가대표팀 일원으로 2번의 월드컵에 참가했고, 1970년 대회에는 결승에 올랐고, 그 외에도 유로 1968을 우승했다.

## 클럽 경력
로사토는 토리노(1960-66), 밀란(1966-73), 그리고 제노아(1973-77) 소속으로 15년 동안 351번의 세리에 A 경기에 출전해 10골을 기록했고, 이후 세리에 D의 아오스타에서 2년을 보내고 1979년에 전격 은퇴했다. 1961년 4월 2일, 그는 1-1로 비긴 피오렌티나와의 원정 경기에서 토리노에서 세리에 A 신고식을 치렀다. 로사토는 밀란에서 성공기를 보낸 거승로 회자되는데, 국내 및 국제 무대에서 많은 우승을 거두었고,(세리에 A 1회, 코파 이탈리아 3회, 유러피언컵 1회, 유러피언 컵위너스컵 2회, 그리고 인터콘티넨털컵 1회) 쿠디치니, 슈넬링어, 안킬레티, 그리고 트라파토니와 든든한 수비진을 구축했다. 그는 1966년 9월 4일, 3-0으로 이긴 피사와의 세리에 A 경기에서 밀란 첫 경기를 치렀다. 그는 도합하여 적흑 군단 소속으로 269번의 경기에 나와 8골을 넣었는데, 이 중 세리에 A에서만 187번의 경기에서 5골을 넣었다.

## 국가대표팀 경력
로사토는 1965년부터 1973년까지 37번의 이탈리아 국가대표팀 경기에 출전했다. 이탈리아 국가대표팀의 주축으로 1966년에 1-1로 비긴 서독 원정 경기에서 에드몬도 파브리 감독 하에 인상적인 활약을 펼쳤다. 경기 후, 그는 경기 내내 끈질김과 근성을 보여 언론으로부터 "함부르크의 망치"(Il Martello d'Amburgo)라는 별명이 붙었다. 그는 2번의 월드컵(1966년과 1970년)에 참가했고, 4-3으로 이긴 "세기의 경기"에서 결정적인 게르트 뮐러의 목전에서 결정적인 득점 기회를 막아낸 것으로 회자된다. 로사토의 이탈리아는 1970년 월드컵 결승전까지 올랐지만 브라질에 1-4로 패했다. 대회 후, 그는 대회 최고의 중앙 수비수로 뽑혔다. 그는 경기 후 펠레와 유니폼을 교환했다. 이후, 그는 2002년 경매에서 £157,750에 유니폼을 매각했다. 또한 그는 유로 1968 우승과 1963년 지중해 게임 금메달의 주역이기도 했다.

## 경기 방식
강인하고, 꾸준하며, 거칠게 막으며, 끈질긴 대인 방어를 하는 중앙 수비수인 로사토는 현역 시절 내내 인상적인 활약을 펼치며 위대한 완성형의 역대 이탈리아 수비수로 손꼽힌다. 강인하고, 목표의식이 뚜렷하며, 신체능력이 뛰어나고, 도발적인 경기 방식을 선보이는 그는 평정심을 유지하며, 공을 우아하게 다루고, 기술적인 균형 덕에 경기 현장을 주도하는 영향력을 행사하기도 한다.

## 사생활
로사토는 네레오 로코 감독 시절에 조각 같은 외모, 매력적인 모습으로, 목표 의식을 가지고 거칠게 현장에 나오는 모습과 대조되게 동료들과 언론으로부터 천사의 얼굴(Faccia d'Angelo)로 수식되기도 했다. 로사토는 잔니 리베라와 출생일이 같기에 밀란 동료들은 둘을 엮어 "쌍둥이"로 지칭하기도 했다.
로사토는 2010년 6월 20일, 오랜 기간 투병 끝에 향년 66세로 영면에 들었다. 그의 부고 소식이 전해지자, 이탈리아 선수단은 뉴질랜드와의 그 날 2010년 월드컵 경기에서 검은 완장을 차고 경기에 출전했다.

## 수상

### 클럽
밀란
- 세리에 A: 1967–68
- 코파 이탈리아: 1966–67, 1971–72, 1972–73
- 유러피언컵: 1968–69
- 유러피언 컵위너스컵: 1967–68, 1972–73
- 인터콘티넨털컵: 1969

### 국가대표팀
이탈리아
- 지중해 게임: 1963
- UEFA 유럽 축구 선수권 대회: 1968

### 개인
- 밀란 명예의 전당[1]
- 체육 용기상 금메달[7]